# Georg Gottfried Petri
Georg Gottfried Petri (Sorau, Polònia, 1715 - Görlitz, Saxònia, 1795) fou un compositor alemany.
Estudià jurisprudència en la Universitat de Halle i fou nomenat professor de dret romà: després aconseguí la plaça de cantor a Görlitz.
Publicà les composicions següents:
- Cantates per als diumenges i festes (Görlitz, 1757);
- Divertimentos musicals (dues suites, 1761 i 1762);
- un oratori (1765).

A més és autor de la dissertació Oratorio saecularis qua confirmatur conjunctianem studii musici cum reliquis litterarum studiis... (Görlitz, 1765).